# Десятилетнее консульство

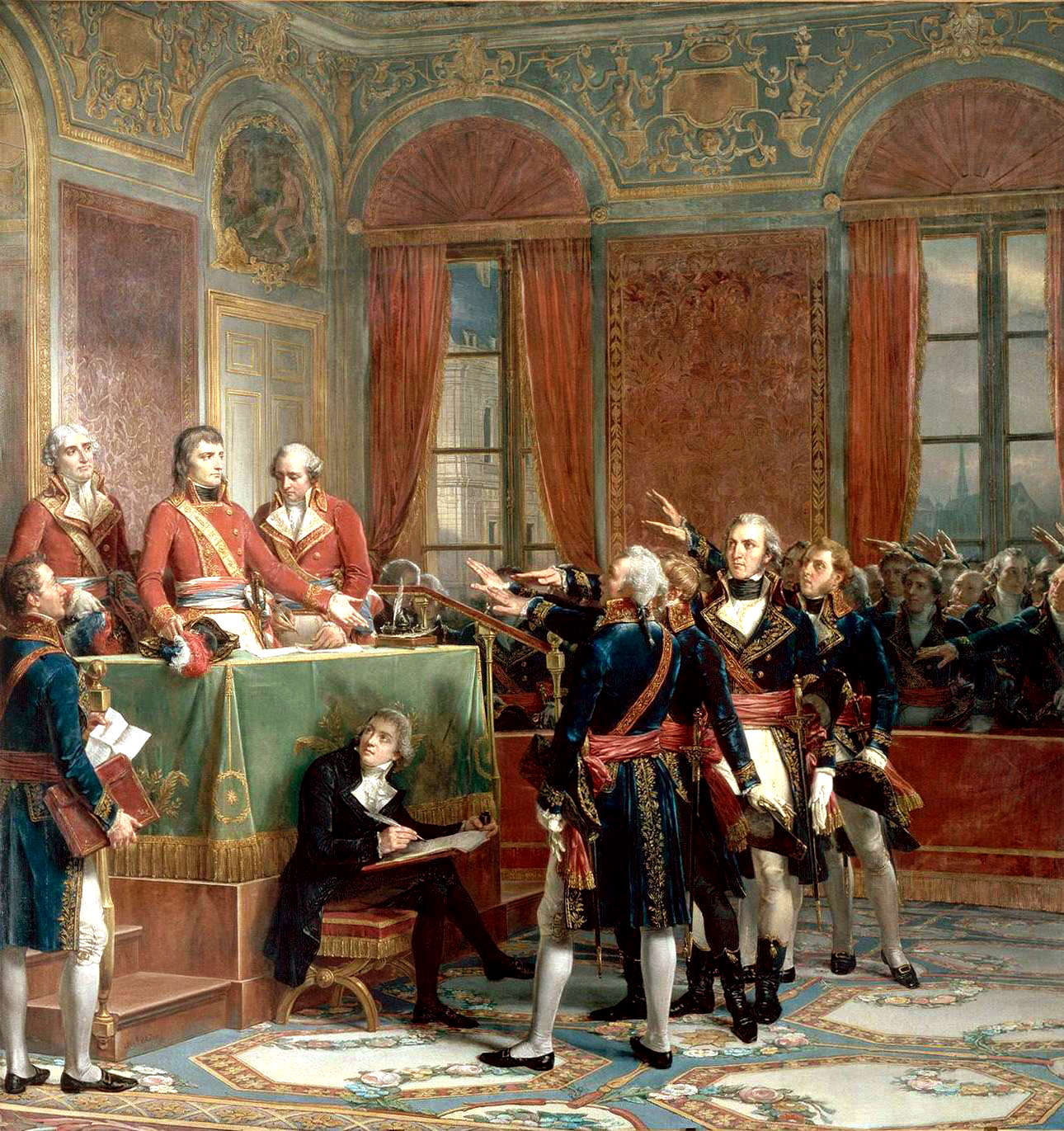
Открытие Государственного совета 25 декабря 1799 года. Три консула (Бонапарт, Камбасерес, Лебрен) принимают присягу государственных советников. Картина Огюста Кудера

Десятилетнее консульство — период в истории Франции от вступления в силу Конституции VIII года (25 декабря 1799) до 2 августа 1802, когда сенат официально объявил итоги плебисцита по вопросу о предоставлении Наполеону Бонапарту пожизненного консульства. Фактически уже в этот период вся полнота власти во Франции принадлежала первому консулу — Бонапарту.

## Введение в действие Конституции VIII года
Первое заседание коллегии трёх консулов (Бонапарт, Жан-Жак Камбасерес и Шарль Лебрен), назначенных новой конституцией, состоялось 4 нивоза VIII года (25 декабря 1799), то есть за 44 дня до того, как стали известны результаты плебисцита по вопросу о принятии этой конституции. Робость и осмотрительность, характеризовавшие образ действий временного консульства, бесследно исчезли уже на первом заседании. В прокламации первого консула к французам звучал новый язык: прочность правительства, сильная армия, твёрдый порядок, правосудие и умеренность. В тот же день были назначены семь министров: юстиции — Абриаль, иностранных дел — Талейран, военным — Бертье, внутренних дел — Люсьен Бонапарт, финансов — Годен, флота и колоний — Форфе, общей полиции — Фуше.
В дальнейшем в правительстве были произведены некоторые перестановки. Во время войны с Австрией пост военного министра занимал Карно. В плювиозе IX года было основано министерство казначейства, во главе которого встал Барбе-Марбуа. В брюмере IX года министром внутренних дел стал Шапталь, а морским министром — Декреc. В фрюктидоре X года новым министром юстиции был назначен Ренье, а министерство полиции было слито с министерством юстиции.
Государственным секретарем (в его обязанности входило ведение протоколов заседаний консулов и контрассигнование правительственных актов) стал Маре, будущий герцог Бассано.
Был сформирован Государственный совет, на него было возложено редактирование законопроектов и предписаний центральной администрации. Сверх того, ему была вверена неопределённая, но опасная власть «истолковывать смысл законов» по ходатайству первых консулов. Государственный совет стал главным орудием Бонапарта на пути к императорской короне. Первым делом Государственный совет отменил все законы, запрещавшие бывшим дворянам и родственникам эмигрантов занимать государственные должности. Это было сделано в обход сената и конституции. Тем самым Бонапарт с первых минут дал понять, что он не намерен ни с кем считаться.
Были избраны члены сената, трибуната и Законодательного корпуса. В трибунат и Законодательный корпус вошли в основном представители оппозиции, которые стойко боролись против нарождающейся монархии, но их сопротивление было легко сломлено Бонапартом.

## Репрессивные меры против печати
Пока периодическая печать была свободна, Бонапарт мог опасаться, что самосознание общества пробудится и обратится против него. Часть газет не преминула отметить некоторые неудобства конституции и беззакония первого консула. Указом от 28 нивоза VIII года под предлогом военного времени Бонапарт приостановил все выходившие в Париже политические газеты, кроме тринадцати (Journal des Débats, Journal de Paris, Bien Informé, Publiciste, Ami des lois и др.). В целом лучшие парижские газеты уцелели, в том числе даже оппозиционная Gazette de France, издававшаяся Антуаном Жену, но Moniteur, крупнейшая из тогдашних газет, с 7 нивоза сделалась официальным органом, а остальным двенадцати было объявлено, что они будут немедленно закрыты, если будут печатать оппозиционные материалы.

## Учреждение префектур и преобразование администрации
Деспотизм лежал в основании конституции VIII года, но был наполовину скрыт под различными формулами. 28 плювиоза VIII года был принят закон об административной реформе, срывавший маску с Бонапарта. Народ лишался права избирать каких бы то ни было должностных лиц, кроме мировых судей. Во главе каждого департамента находится префект, назначаемый первым консулом и обладающий всей полностой власти в своём регионе. Его подчинённые назначались отчасти им самим, отчасти первым консулом. В трибунате этот законопроект был подвергнут жестокой критике, но во время голосования трибуны побоялись отвергнуть его.